# 巨勢行忠
巨勢 行忠（こせ の ゆきただ）は、南北朝時代後半から室町時代初期にかけての巨勢派の絵仏師。

## 経歴
父・有久の跡を継ぎ、正平18年/貞治2年（1363年）京都東寺の大仏師職となる。元中6年/康応元年（1389年）完成の同寺の「弘法大師行状絵巻」などが代表作。『本朝画史』によると「中華の風を学び、筆力紹妙也」とある。行忠以降、京都の巨勢派は跡絶えた。